# Präsidentschaftswahl in den Vereinigten Staaten 1804
Die fünfte Wahl des Präsidenten der Vereinigten Staaten fand 1804 statt. Thomas Jefferson wurde im Amt bestätigt und gewann klar vor Charles Cotesworth Pinckney.

## Kandidaten
Präsidentschaftskandidaten

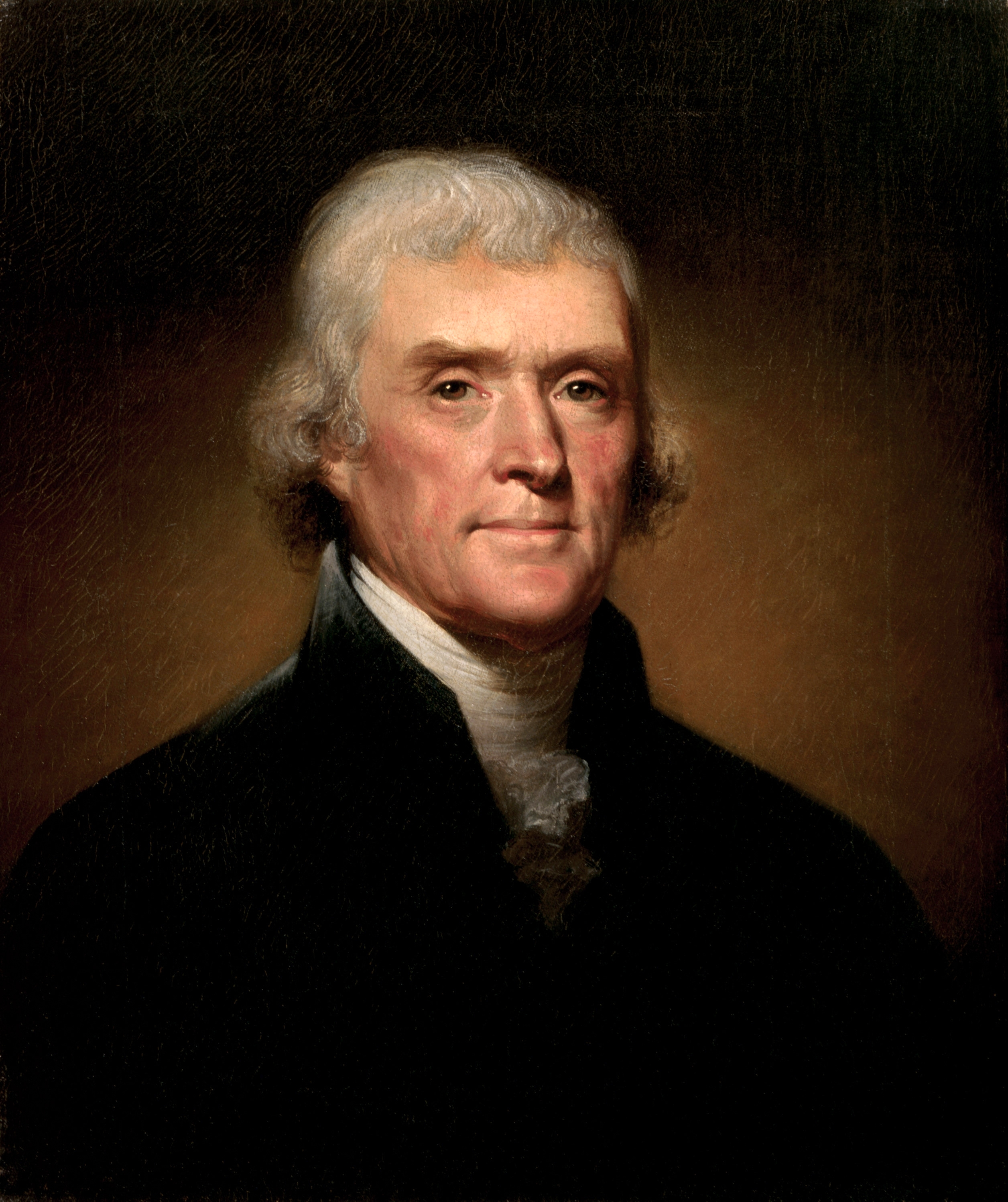
Thomas Jefferson
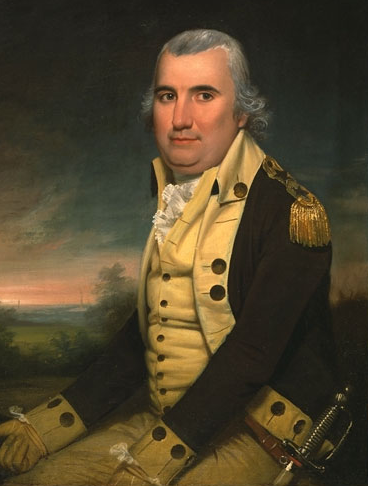
Charles C. Pinckney

- Thomas Jefferson, amtierender Präsident der Vereinigten Staaten, aus Virginia
- Charles Cotesworth Pinckney, ehemaliger Gesandter in Frankreich, aus South Carolina

Vize-Präsidentschaftskandidaten

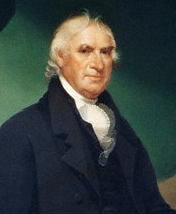
George Clinton
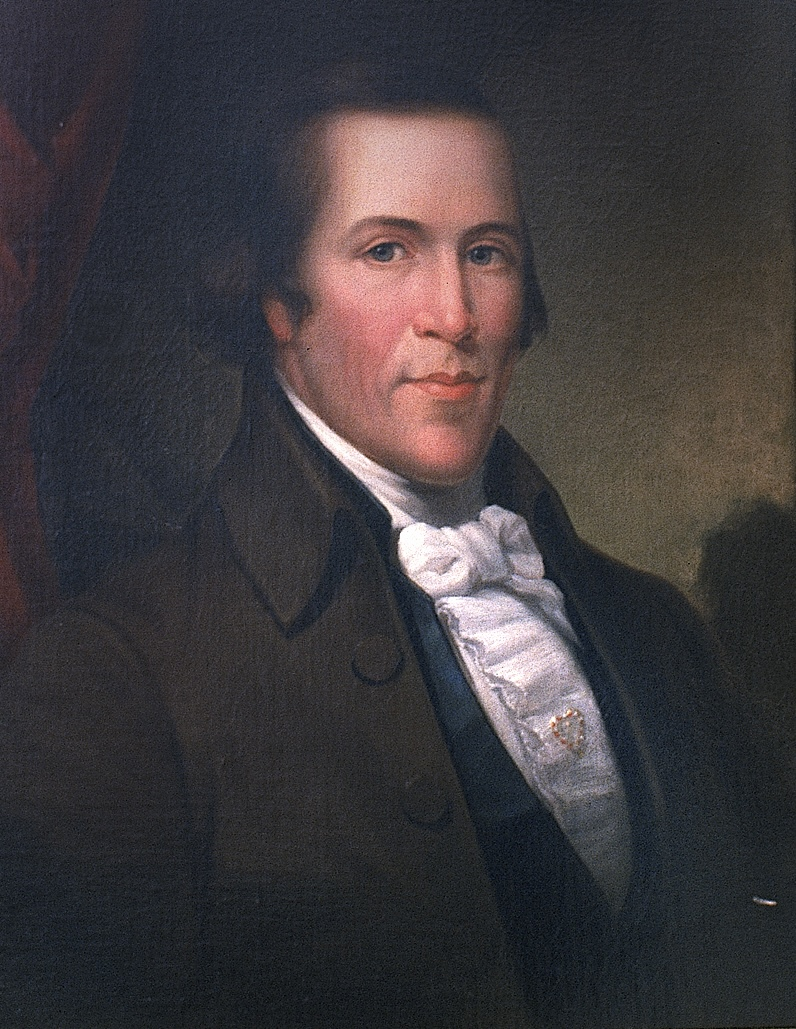
John Breckinridge
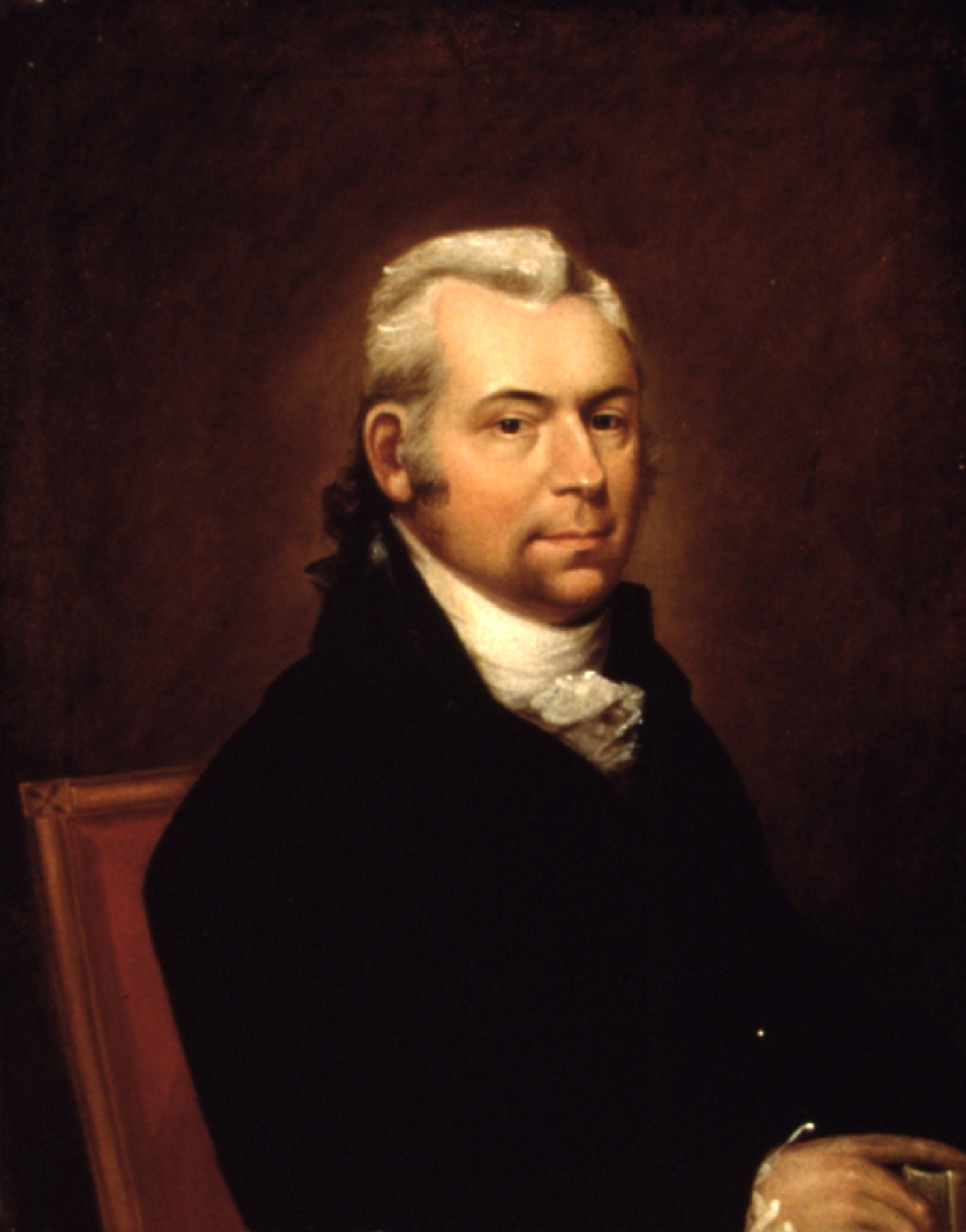
Gideon Granger
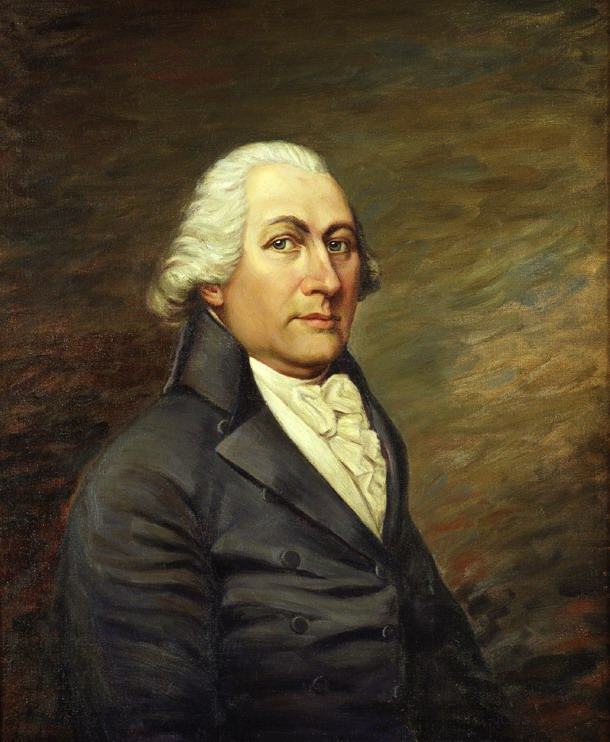
John Langdon
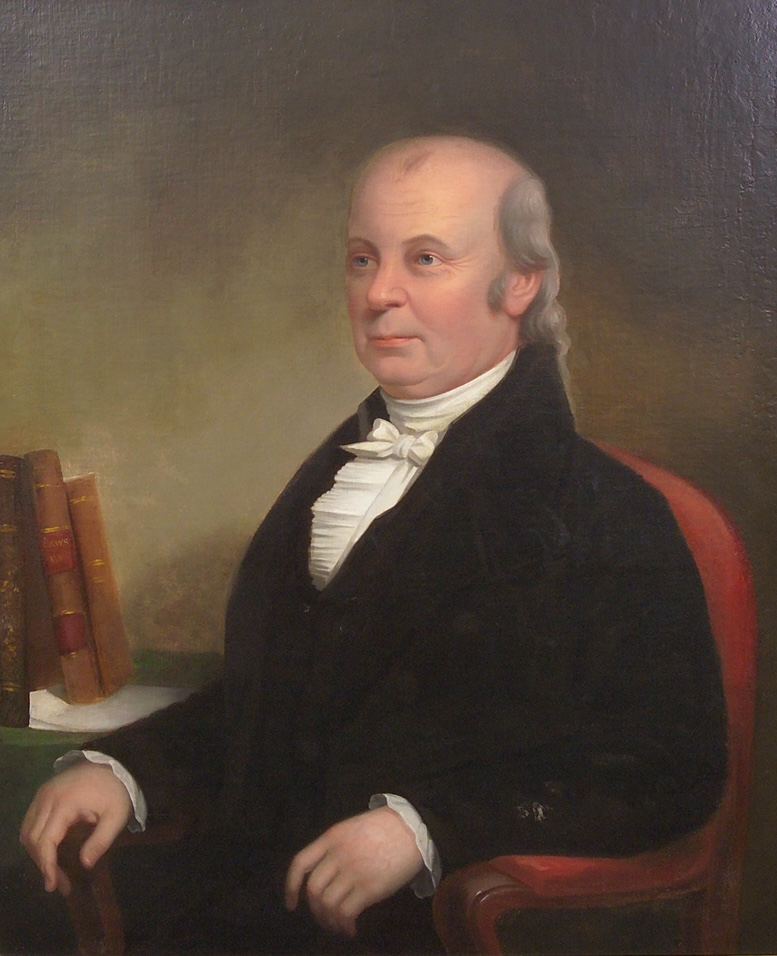
Levi Lincoln
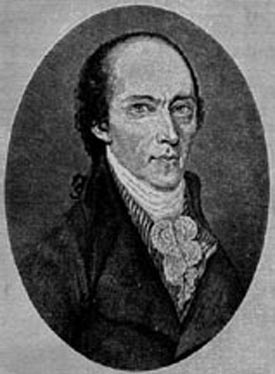
William Maclay
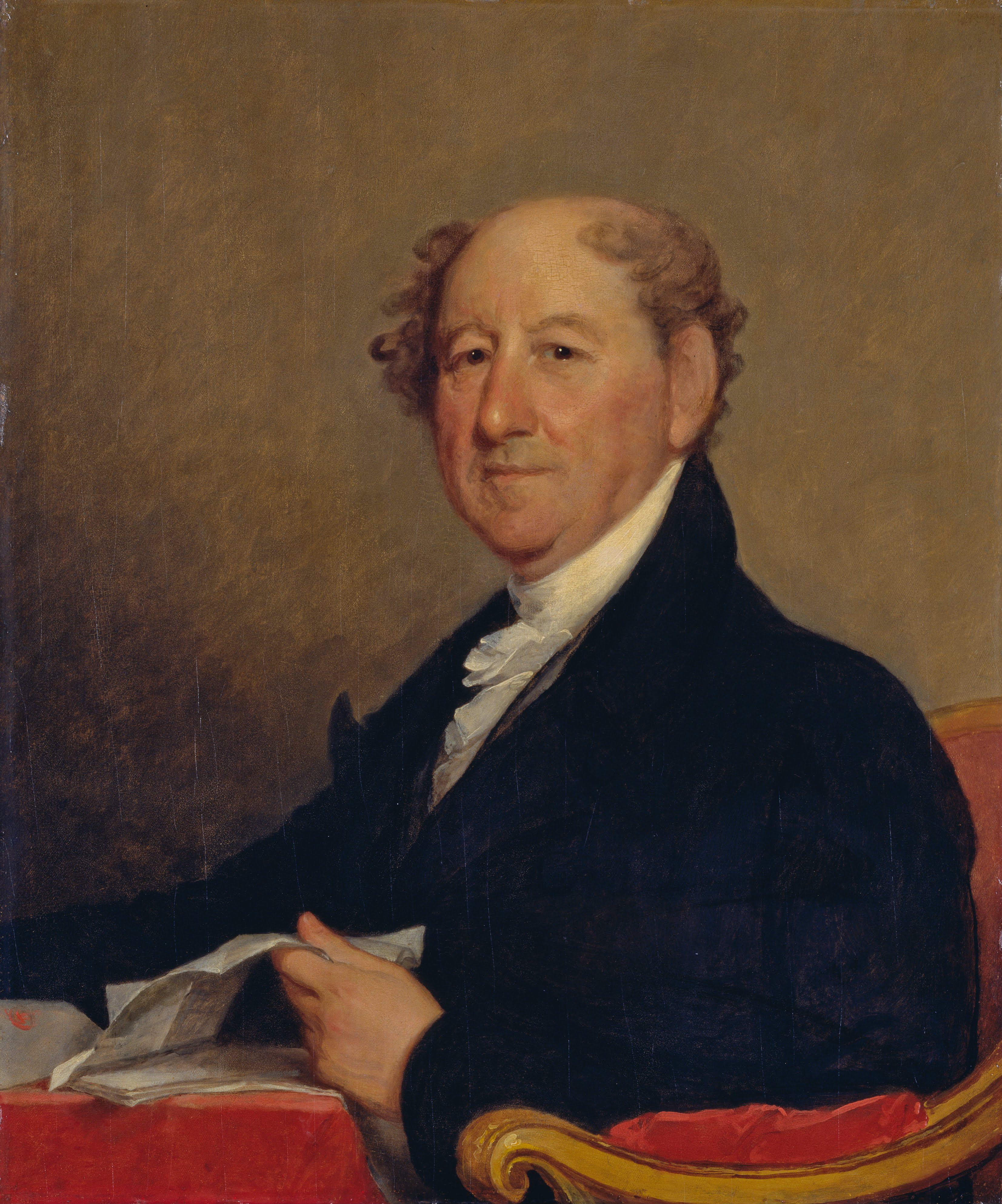
Rufus King

- George Clinton, Gouverneur von New York
- John Breckinridge, Senator für Kentucky
- Gideon Granger, United States Postmaster General, aus Connecticut
- John Langdon, ehemaliger Senator für New Hampshire
- Levi Lincoln, Generalbundesanwalt der Vereinigten Staaten, aus Massachusetts
- William Maclay, ehemaliger Senator für Pennsylvania
- Rufus King, ehemaliger Senator für New York

Thomas Jefferson aus der Demokratisch-Republikanischen Partei ging mit George Clinton als Running Mate ins Rennen. Andere Kandidaten für die Vize-Präsidentschaft von der Demokratisch-Republikanischen Partei waren John Breckinridge, Gideon Granger, John Langdon, Levi Lincoln und William Maclay. Diese hatten jedoch keine realistische Möglichkeit zu gewinnen, da bereits vor der Vize-Präsidentschaftswahl mit 67 von 108 Stimmen George Clinton zum favorisierten Kandidaten der Demokraten-Republikaner bestimmt wurde. Der Föderalist Pinckney wählte Rufus King als seinen Running Mate. Dieser hatte anders als Clinton keine Konkurrenten.

## Ergebnis
| Kandidat            | Partei | Partei                  | Stimmen | Stimmen | Wahlmänner |
| Kandidat            | Partei | Partei                  | Anzahl  | Prozent | Wahlmänner |
| ------------------- | ------ | ----------------------- | ------- | ------- | ---------- |
| Thomas Jefferson    |        | Demokraten-Republikaner | 104.110 | 72,8 %  | 162        |
| Charles C. Pinckney |        | Föderalist              | 38.919  | 27,2 %  | 14         |
| Gesamt              | Gesamt | Gesamt                  | 143.029 | 100 %   | 176        |

Thomas Jefferson gewann die Wahl mit 72,8 % deutlich vor dem Föderalisten Pinckney, dessen Partei langsam „zu bröckeln“ begann. Bis heute ist der Vorsprung von 45,6 Prozentpunkten der größte, den jemals in einer US-Präsidentschaftswahl ein Kandidat gegen den Kandidaten einer anderen großen Partei erreichen konnte. Jefferson konnte sogar die meisten Staaten aus Neuengland für sich entscheiden, obwohl gerade von dort eine eher föderalistische Einstellung bekannt war.

## Vizepräsident
Erstmals in der Geschichte wurde der Zweitplatzierte der Präsidentschaftswahl nicht Vizepräsident. Stattdessen konnte der Präsidentschaftskandidat seinen Kandidaten für die Vizepräsidentschaft selbst nominieren. Nach dem 12. Zusatzartikel der Verfassung mussten nun die Wahlmänner getrennt für den Präsidenten und den Vizepräsidenten abstimmen. Dabei stimmten schon damals alle Wahlmänner sowohl für den Kandidaten der Präsidentschaft als auch für den zugehörigen Running Mate, so dass die gleichzeitige Wahl zur Vizepräsidentschaft im Grunde bloß eine Formalität war.